# Стен Боулс
Стен Боулс (англ. Stan Bowles, 24 грудня 1948, Манчестер — 24 лютого 2024) — англійський футболіст, що грав на позиції півзахисника.
Виступав, зокрема, за клуби «Манчестер Сіті» та «КПР», а також національну збірну Англії.
Чемпіон Англії. Володар Кубка Англії. Володар Кубка англійської ліги. Володар Кубка Кубків УЄФА. Володар Суперкубка УЄФА. Володар Кубка чемпіонів УЄФА.

## Клубна кар'єра
У дорослому футболі дебютував 1967 року виступами за команду клубу «Манчестер Сіті», в якій провів три сезони, взявши участь у 17 матчах чемпіонату. За цей час виборов титул чемпіона Англії, ставав володарем Кубка Англії, володарем Кубка Кубків УЄФА.
Згодом з 1971 по 1972 рік грав у складі команд клубів «Бері», «Кру Александра» та «Карлайл Юнайтед».
Своєю грою за останню команду привернув увагу представників тренерського штабу клубу «КПР», до складу якого приєднався 1972 року. Відіграв за лондонську команду наступні сім сезонів своєї ігрової кар'єри. Більшість часу, проведеного у складі «Квінз Парк Рейнджерс», був основним гравцем команди.
Протягом 1979—1981 років захищав кольори клубів «Ноттінгем Форест», у складі якого ставав володарем Кубка чемпіонів УЄФА, та «Лейтон Орієнт».
Завершив професійну ігрову кар'єру у клубі «Брентфорд», за команду якого виступав протягом 1981—1984 років.

## Виступи за збірну
У 1974 році дебютував в офіційних матчах у складі національної збірної Англії. Протягом кар'єри у національній команді, яка тривала 4 роки, провів у формі головної команди країни лише 5 матчів, забивши 1 гол.

## Титули і досягнення
- Чемпіон Англії (1):

«Манчестер Сіті»: 1967-68
- Володар Кубка Англії (1):

«Манчестер Сіті»: 1968–69
- Володар Кубка англійської ліги (1):

«Манчестер Сіті»: 1969-70
- Володар Кубка Кубків УЄФА (1):

«Манчестер Сіті»: 1969–70
- Володар Суперкубка УЄФА (1):

«Ноттінгем Форест»: 1979
- Володар Кубка чемпіонів УЄФА (1):

«Ноттінгем Форест»: 1979–80